# جزيرة فوكلاند الشرقية
جزيرة فوكلاند الشرقيَّة (بالإنجليزية: East Falkland)‏ أو جزيرة سوليداد (بالإسبانية: Isla Soledad)‏ هي أكبر جُزر أرخبيل فوكلاند الواقع في جنوب المحيط الأطلسي، حيث تبلغ مساحتها 6,605 كم2، أو 54% من إجمالي مساحة الأرخبيل. تتكوَّن الجزيرة من كتلتي يابسة أساسيَّتين تتَّصلان ببرزخ (جسر يابسة) صغير، حيث يُسمَّى القسم الجنوبي منها لافيونا. تقع على هذه الجزيرتان المستوطنتان الأساسيَّتان الآهلتين بالسكان في جزر فوكلاند كلِّها، وهُما مدينة ستانلي وقاعدة جبل بليزنت الجوية، حيث تقع هاتان المستوطنتان في الجانب الشمالي من الجزيرة، ويعيش فيهما أكثر من ثلاث أرباع سكان هذه الجزر. واشتهرت جزيرة فوكولاند الشرقية بأنها كانت معركة الحسم بين الجيش البريطاني والجيش الأرجنتيني ، وهي معركة غوس غرين.

## الجغرافيا

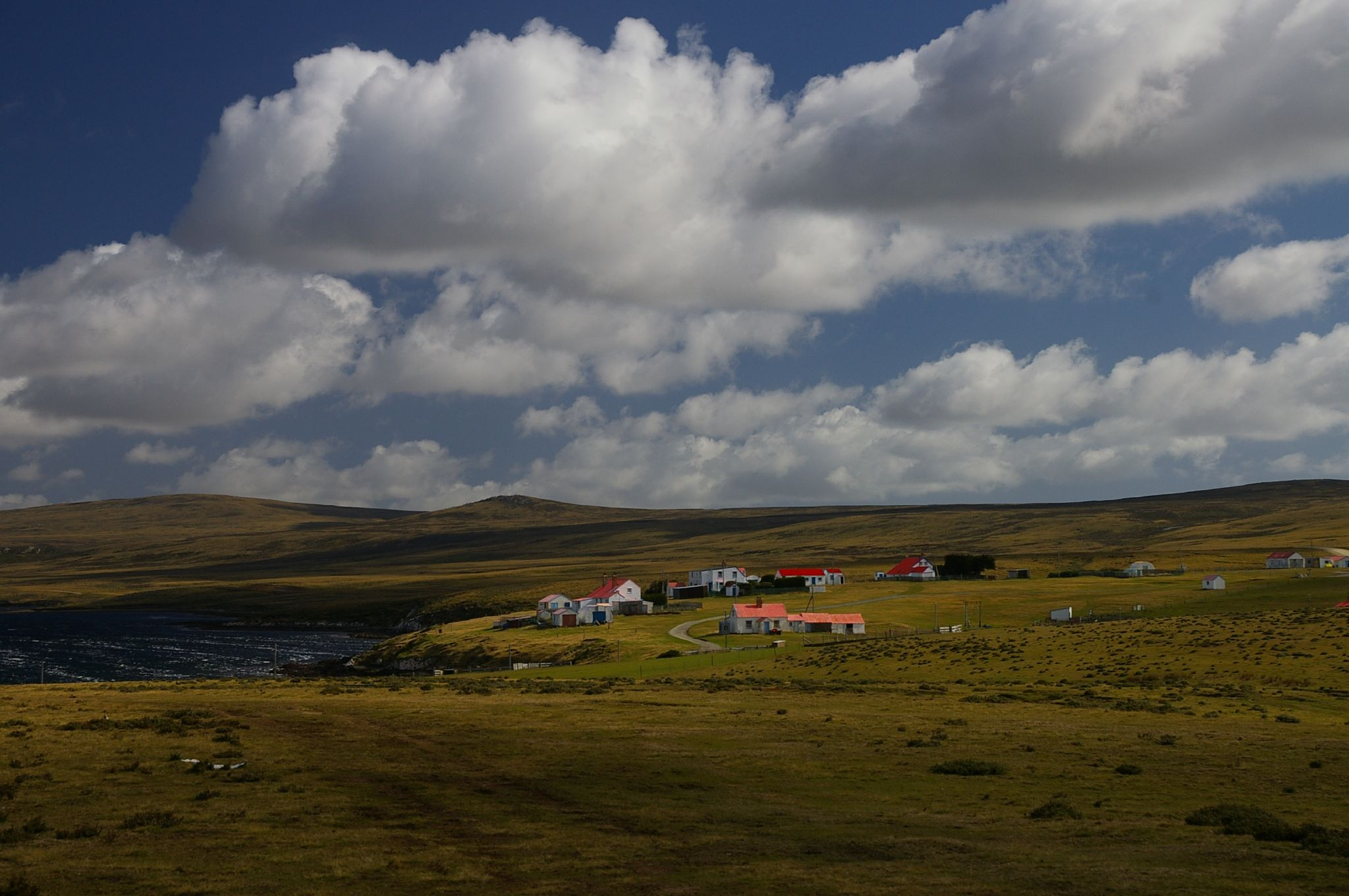
بلدة مرفأ جوهانسون الصَّغيرة، تقع على الشاطئ الشمالي الشرقي للجزيرة.

تبلغ مساحة جزيرة فوكلاند الشرقية 6,605 كـم2 (2,550 ميل مربع)، أي ما يعادل أكثر بقليلٍ من نصف مساحة جزر فوكلاند. تتكون الجزيرة من كتلتي يابسة بمساحتين متساويتين تقريباً. حيث أن الجزيرة مقسومةٌ بالنصف تقريباً بين خللَين عميقَين، هُما مضيق تشويسيُول ومضيق برينتون لوتش/غرانهام، واللَّذين يفصلهما جسر يابسةٍ ضيّق عرضه 2.2 كم يصل بين الجزء الجنوبي من الجزيرة المُسمَّى لافيونا والجزء الشمالي. يبلغ طول ساحل الجزيرة بأكمله 1,668.7 كم، وهو مليءٌ بالخلجان والرؤوس.
تنتشر في الجانب الشمالي من الجزيرة (ما عدا شواطئه الجنوبيَّة المطلَّة على مضيق توشيسيول البحري) صخورٌ عائدة إلى الحقبة القديمة الجيولوجية، على شكل كوارتزيت واردواز، وهي عادةً ما تتشكَّل في هيئة تضاريس وعرة وتجعل التربة سيِّئة وحمضية.
تمتدُّ سلسلة مرتفعات ويكهام الوعرة من شرق إلى غرب الجزيرة، والتي يبلغ متوسط ارتفاعها حوالي 600 متر. تقع في هذه المرتفعات أعلى قمَّة في جزر فوكلاند كلِّها، وهي قمة جبل أوزبورن التي يبلغ ارتفاعها 705م. مع أنَّ هذه المرتفعات كثيرة الانحدارات والتضاريس، إلا أنَّ مُعظم الأراضي المحيطة بها هي سهول منخفضة تتألَّف من خليط من المراعي والسبخات، إضافةً إلى العديد من البحيرات الصغيرة وبعض الجداول المتدفِّقة في الأودية.